# 포켓몬스터의 에피소드 목록
다음은 일본의 애니메이션 시리즈 《포켓몬스터》의 방영 목록이다.
일본어로 표기된 제목은 대한민국 내에서 상영되지 않은 영상물의 제목이다. 일본어로 표시한 경우, 포켓몬은 가타카나로, 나머지는 히라가나로 표기했다.

## 극장판

### 본 시리즈
| 기           | 제목                                                            | 개봉일 (일본)    |
| ------------ | --------------------------------------------------------------- | ---------------- |
| 1            | "뮤츠의 역습"                                                   | 1998년 7월 18일  |
| 2            | "루기아의 탄생"                                                 | 1999년 7월 17일  |
| 3            | "결정탑의 제왕 엔테이"                                          | 2000년 7월 8일   |
| 4            | "세레비 시간을 초월한 만남"                                     | 2001년 7월 7일   |
| 5            | "물의 도시의 수호신 라티아스와 라티오스"                        | 2002년 7월 13일  |
| 6            | "아름다운 소원의 별 지라치"                                     | 2003년 7월 19일  |
| 7            | "열공의 방문자 테오키스"                                        | 2004년 7월 17일  |
| 8            | "뮤와 파동의 용사 루카리오"                                     | 2005년 7월 16일  |
| 9            | "포켓몬 레인저와 바다의 왕자 마나피"                            | 2006년 7월 15일  |
| 10           | "디아루가 VS 펄기아 VS 다크라이"                                | 2007년 7월 14일  |
| 11           | "기라티나와 하늘의 꽃다발 쉐이미"                               | 2008년 7월 19일  |
| 12           | "아르세우스 초극의 시공으로"                                    | 2009년 7월 18일  |
| 13           | "환영의 패왕 조로아크"                                          | 2010년 7월 10일  |
| 14           | "비크티니와 흑의 영웅 제크로무 & 비크티니와 백의 영웅 레시라무" | 2011년 7월 16일  |
| 15           | "큐레무 VS 성검사 케르디오"                                     | 2012년 7월 14일  |
| 16           | "신의 속도 게노세크트 뮤츠의 각성"                              | 2013년 7월 13일  |
| 17           | "파괴의 포켓몬과 디안시"                                        | 2014년 7월 19일  |
| 18           | "후파: 광륜의 초마신"                                           | 2015년 7월 18일  |
| 19           | "볼케니온: 기계왕국의 비밀"                                     | 2016년 7월 16일  |
| 신1          | "너로 정했다!"                                                  | 2017년 7월 15일  |
| 신2          | "모두의 이야기"                                                 | 2018년 7월 13일  |
| 1의–리메이크 | "뮤츠의 역습 EVOLUTION"                                         | 2019년 7월 12일  |
| 신3          | "정글의 아이, 코코"                                             | 2020년 12월 25일 |

### 극장판 단편
| 기 | 제목                           | 개봉일 (일본)   |
| -- | ------------------------------ | --------------- |
| 1  | "피카츄의 여름방학"            | 1998년 7월 18일 |
| 2  | "피카츄 탐험대"                | 1999년 7월 17일 |
| 3  | "피츄와 피카츄"                | 2000년 7월 8일  |
| 4  | "피카츄의 두근두근 숨바꼭질"   | 2001년 7월 7일  |
| 5  | "반짝반짝 별하늘 캠프"         | 2002년 7월 13일 |
| 6  | "춤추는 포켓몬 비밀기지"       | 2003년 7월 19일 |
| 7  | "메로엣타의 반짝반짝 리사이틀" | 2012년 7월 14일 |
| 8  | "피카츄와 이브이☆프렌즈"       | 2013년 7월 13일 |
| 9  | "피카츄, 이건 무슨 열쇠야?"    | 2014년 7월 19일 |
| 10 | "피카츄와 포켓몬 음악대"       | 2015년 7월 18일 |

## OVA

### 피카츄의 겨울 방학
| 화수 | 제목                                                        | 본방송일자 (일본) |
| ---- | ----------------------------------------------------------- | ----------------- |
| 1    | "피카츄의 겨울 방학 (크리스마스에 놀자! / 눈으로 놀자!)"    | 1998년 12월       |
| 2    | "피카츄의 겨울 방학 2000 (얼음에서 놀자 / 크리스마스의 밤)" | 1999년 12월       |
| 3    | "피카츄의 겨울 방학 2001 (딜리버드의 선물 / 화이트 스토리)" | 2000년 12월       |

### 우리들 피츄 브라더스 시리즈
| 화수 | 제목                             | 본방송일자 (일본) |
| ---- | -------------------------------- | ----------------- |
| 1    | "우리들 피츄 형제 풍선 소동"     | 2000년 12월       |
| 2    | "우리들 피츄 형제 시끄러운 장작" | 2003년 7월        |

### 기내 상영 작품
| 화수 | 제목                            | 본방송일자 (일본)                                    |
| ---- | ------------------------------- | ---------------------------------------------------- |
| 1    | "피카츄의 여름 축제"            | 2004년 8월 1일                                       |
| 2    | "피카츄의 유령 카니발"          | 2005년 8월 1일                                       |
| 3    | "피카츄의 장난꾸러기 아일랜드"  | 2006년 8월 1일                                       |
| 4    | "피카츄의 탐험 클럽"            | 2007년 8월 1일                                       |
| 5    | "피카츄의 얼음 대모험"          | 2008년 8월 1일                                       |
| 6    | "피카츄의 반짝반짝 대수색"      | 2009년 8월 1일                                       |
| 7    | "피카츄의 이상한 이상한 대모험" | 2010년 8월 1일 일본 텔레비전 방영 : 2011년 10월 20일 |
| 8    | "피카츄의 여름 브리지 스토리"   | 2011년 8월 1일                                       |